# Joseph Warton
Joseph Warton (avril 1722-23 février 1800) est un universitaire et critique littéraire anglais.
Né à Dunsfold dans le Surrey, il était fils d'un des professeurs d'Oxford. Devenu ecclésiastique, il obtint divers bénéfices et devint en 1766 chef du collège de Winchester. Il fut l'un des rédacteurs de l’Adventurer de Hawkesworth.
Il a composé :
- des Odes (1746),
- une traduction en vers anglais des Bucoliques et des Géorgiques de Virgile (1753), ainsi que de l’Énéide ;
- trois Essais sur la poésie pastorale, didactique, épique (1748-53) ;
- un Essai sur le génie et les écrits de Pope (1756-92), ainsi qu'une édition de ce poète (1797, 9 volumes in-8°).

Il est le frère de Thomas Warton.